# 海南核果木
海南核果木（学名：Drypetes hainanensis）为大戟科核果木属下的一个种。其种加词“hainanensis”意为“海南的”。